# 이응진
이응진(1956년 4월 10일 ~ )은 KBS TV본부의 프로듀서이다. 국내 제작 드라마 중에 60% 내외의 압도적인 시청률을 기록했던 KBS2의 주말연속극 '첫사랑'을 연출한 프로듀서이다. [한국드라마연구소]소장이며, 문화칼럼니스트이다.

## 학력
- 계성고등학교
- 경북대학교 철학과 학사
- 중앙대학교 신문방송대학원 석사과정 수료

## 경력
- KBS 드라마본부 PD (1981년 입사)
- KBS TV제작본부 드라마운영팀장 (부장급)
- KBS 드라마본부 편성기획팀장 (국장급)
- KBS 드라마본부 센터장 (본부장급)
- KBS 창원방송총국 총국장
- KBS 심의평가실 자문위원
- 이화여자대학교 교수
- 문화칼럼니스트

## 드라마
- 1986년 ~ 1987년 KBS2 《이화에 월백하고》연출
- 1988년 KBS2 《그 해 겨울은 따뜻했네》연출
- 1989년 ~ 1990년 KBS2 《달빛가족》연출
- 1991년 KBS2 《가을꽃 겨울나무》연출
- 1992년 KBS2 《백번 선본 여자》연출
- 1993년 KBS2 《희망》연출
- 1994년 ~ 1995년 KBS2 《딸부잣집》연출
- 1996년 ~ 1997년 KBS2 《첫사랑》연출
- 1998년 KBS2 《킬리만자로의 표범》연출
- 1999년 KBS2 《유령》연출
- 2004년 KBS2 《4월의 키스》연출